# Honda N series
La serie N es el primer motor diésel fabricado y diseñado íntegramente por Honda. Se trata de un motor diésel common-rail de cuatro cilindros para vehículos de tamaño mediano Honda como el Honda Civic y el Honda Accord. Cuenta con una configuración de inyección directa Common-Rail denominada por Honda i-CTDi (Intelligent Commonrail turbocompresor Direct Inyection). La característica más notable es el bloque de aluminio, que utiliza tecnología patentada para el proceso de fabricación del bloque de cilindros, y proporciona peso ligero, fiabilidad para alcanzar y mantener una temperatura óptima y una alta rigidez. El tren de válvulas es un estilo DOHC con dos árboles de levas accionados por correa de distribución de cadena. El sistema de combustible es de alta presión (1600bar) inyección directa tipo common rail con un turbocompresor de geometría variable e intercooler.

## N22A
El motor i-CTDi utiliza un turbocompresor de geometría variable Honeywell. Permite una gran potencia desde 1.500 rpm.
- Encontrado en:
  - Honda Accord (CN1)
  - Honda Accord Tourer (CN2)
  - Honda FR-V (BE5)
  - Honda CR-V (ED9/RE6)
  - Honda Civic (FK3/FN3)
    - Cilindrada : 2204 cc
    - Diámetro x carrera : 85,0 x 97,1 mm
    - Configuración de válvulas : 16 válvulas DOHC 4 cilindros en línea
    - Tipo: i- CTDi
    - Compresión : 16.7:1
    - Máximo soplado : 13.5 PSI ( 0,93 bar)
    - Potencia máxima: 142 PS (104 kW; 140 hp) @ 4000 rpm
    - Par máximo : 340 Nm @ 2000 rpm
    - Línea roja: 4500 rpm

## N22B
Mientras que el N22A tiene los orificios de escape en la parte delantera del motor, el N22B tiene la configuración de puerto de admisión delante y salida de escape trasera. La carrera se ha reducido ligeramente, a efectos fiscales y de registro en algunas jurisdicciones.
- Cumple con las normas de emisiones Euro 5 .
- Encontrado en: 
  - (Ver modelo anterior)
    - Diámetro x carrera : 85,0 x 96,9 mm
    - Cilindrada : 2199 cc
    - Configuración de válvulas : 16 válvulas DOHC 4 cilindros en línea
    - Tipo: i- DTEC
    - Compresión : 16.3:1
    - Potencia máxima: 150 PS (110 kW; 148 hp) @ 4000 rpm
    - Par máximo: 350 Nm @ 2000 rpm